# Мамелоді Сандаунз
Мамелоді Сандаунз (англ. Mamelodi Sundowns Football Club) — південноафриканський футбольний клуб з міста Преторія. Володар найбільшої кількості чемпіонських звань (15) з моменту утворення Прем'єр-ліги (1996 рік).

## Історія
4 березня 2012 року встановили національний футбольний рекорд, перемігши в матчі національного кубку команду Powerlines FC з рахунком 24—0.
Воротар клубу Ронвен Вільямс – перший африканець, який грає на своєму континенті та отримав номінацію на "Золотий м’яч",
У липні 2024 року відбувся контрольний матч Динамо Київ - Мамелоді Сандаунз  у якому кияни премогли з рахунокм 1:0. 

## Результати вПрем'єр-лізі ПАР
- 2024/2025 — 1
- 2023/2024 — 1
- 2009/2010 — 2
- 2008/2009 — 9
- 2007/2008 — 4
- 2006/2007 — 1
- 2005/2006 — 1
- 2004/2005 — 3
- 2003/2004 — 10
- 2002/2003 — 10
- 2001/2002 — 5
- 2000/2001 — 3
- 1999/2000 — 1
- 1998/1999 — 1
- 1997/1998 — 1
- 1996/1997 — 6

## Досягнення
- Чемпіон ПАР — 18: 1988, 1990, 1993, 1998, 1999, 2000, 2006, 2007, 2013/14, 2015/16, 2017/18, 2018/19, 2019/20, 2020/21, 2021/22, 2022/23, 2023/24, 2024/25
- Володар Кубка ПАР — 3: 1986, 1998, 2008
- Володар Кубка ліги ПАР — 2: 1990, 1999
- Володар Кубка Восьми — 3: 1988, 1990, 2007
- Переможець Ліги чемпіонів КАФ — 1: 2016